# إس إم إس إمدن (1908)
إس إم إس إمدن (بالإنجليزية: SMS Emden)‏ هي بارجة حربية بُنيت من قبل البحرية الإمبراطورية الألمانية.